# Maria Kalaniemi
Maria Kalaniemi (Espoo, Finlandia - 27 de mayo de 1964) es una compositora musical y acordeonista finlandesa de reconocimiento internacional.

## Breve biografía
Su formación primera fue en música clásica, estudiando durante once años. La especialidad de María es el acordeón de botones de 5 filas, empezando a practicar a la edad de ocho años. A la par de sus estudios clásicos, se fue despertando en ella un gran interés en la música tradicional de Finlandia. María también estudió mandolina, violín y kantele y empezó a componer y hacer adaptaciones musicales. Se graduó en la Academia Sibelius en 1991 y tiene una maestría en música; también estudió en París bajo la dirección del acordeonista Marcel Azzolan. Saltó a la fama nacional en 1983, al conseguir el Acordeón de Oro, el premio más prestigioso en su país. Con Kalaniemi, entre otros, comenzó lo que vino a nominarse como New Finnish Folk. También es profesora en el departamento de música folk de la Academia Sibelius de su país.
Maria ha publicado abundantes álbumes con diferentes grupos y bandas, entre los que se incluye el colectivo internacional Accordion Tribe. Maria ha hecho múltiples giras y ha actuado a través de Europa, USA, Canadá y Japan.

## Grupos y músicos con los que ha trabajado
Maria Kalaniemi ha colaborado con un variado elenco de músicos y artistas:
- Meiskarit (1976–)
- Harmonikkaduo Maria Kalaniemi & Elina Leskelä (1976–1985)
- Katrilli (1980–1983)
- Niekku (1983–1992)
- Helsingin Kaksrivisnaiset (1990–)
- Rollo-tanssiteatteri (1991–1992)
- Maria Kalaniemi & Timo Alakotila (1991–)
- Anna-Kaisa Liedeksen yhtye (1992–1998)
- Maria Kalaniemi & Sven Ahlbäck (1992–)
- Duo Ramunders Döttrar (Maria Kalaniemi ja Marianne Maans) (1994–)
- Ramunder (1995–)
- Maria Kalaniemi & Aldargaz (1995–)
- Katri-Helena & Superpelimannit (1996–1999 ja 2001)
- Accordion Tribe (1996–)
- Vesa-Matti Loirin yhtye (1997–2002, 2004–)
- Unto-tango-orkesteri (1998–)
- Gumbo-yhtye (1999–)
- Maria Kalaniemi trio (2000–)
- Leikarit
- Duo Maria Kalaniemi & Olli Varis
- Tero Vaaran Maatakiertävä Uusi Viihdeorkesteri

## Discografía
Ha publicado las siguientes obras:
- Kultaisen harmonikan voittaja (1984)
- Maria Kalaniemi (1992)
- Iho (Maria Kalaniemi & Aldargaz, 1995)
- Pidot (Heikki Laitisen ja Anna-Kaisa Liedeksen kanssa, 1997)
- Accordion Tribe (Accordion Tribe, 1998)
- Ahma (Maria Kalaniemi & Aldargaz, 1999)
- Ilmajousi-Luftstråk (Sven Ahlbäckin kanssa, 2001)
- Ambra (Timo Alakotilan kanssa, 2001)
- Sea of reeds (Accordion Tribe, 2002)
- Viimeinen maa (2003)
- Tokyo concert (Maria Kalaniemi trio, 2003)
- Aina tukkipoika tunnetaan (Jorma Hynnisen kanssa, 2004)
- Bellow Poetry (2005)
- Lunghorn Twist (Accordion Tribe, 2006)
- lisäksi Maria Kalaniemi on musisoinut yli 30 muulla levyllä ja yli 20 kokoelma-CD-levyllä

## Premios y reconocimientos
Entre otros:
- 1983. Ganadora del Acordeón de Oro, en directo por televisión en ámbito nacional. Gracias a ello, tuvo la oportunidad de grabar su primer álbum, que incluye, la tradicional música de baile de Finlandia. El álbum fue grabado por el Instituto de Acordeón de Ikaalinen.

- 1996. María y Aldargaz ganó el "Premio de Finlandia", que otorga el Ministerio de Educación de la excelencia artística. María es la primera "música popular" en la historia de Finlandia en recibir este premio, que ha sido, hasta ahora, exclusivamente para la música clásica, el jazz o el pop.

- 1997. María recibió tres años de subvención para los artistas que concede el Estado Finlandés.